# 470600 Calogero
470600 Calogero este o planetă minoră (asteroid) din centura de asteroizi. A fost descoperită pe 6 august 2008 la Vicques⁠(d) de Michel Ory⁠(d) și a fost numită după Calogero. 
Obiectul prezintă o orbită caracterizată de o semiaxă mare de 2,6044433382865 UAi, o excentricitate de 0,20630751403158, o înclinație de 5,7478745691129 ° în raport cu ecliptica.